# Listă de etimologii ale țărilor
Această listă acoperă numele țărilor lumii împreună cu etimologiile lor în limba română. Câteva dintre acestea includ referiri către numele băștinașilor și etimologiile lor. Țările care sunt scrise înclinat (în format cursiv) nu mai există ca entități politice suverane.

## A
Afghanistan:
"Tărâmul Afganilor," "Afgan" este folosit ca un sinonim pentru Pashtun. Statul modern a fost format Ahmed Shah Abdali în mijlocul secolului 18, constând din Afganistan, Pakistan și partea de nord-est a Iranului.  Afgan de la numele tribal din sanscrită Aśvaka (अश्वक) însemnând "călăreț", deoarece țara era bine cunoscută  datorită raselor diversificate de cai; și sufixul persan -stan însemnând "tărâm". Termenul arab Afġān (افغان) este o adaptare a formei din dialectul Prakrit Avagānā (आभगन) prima dată folosit de Varahamihira în enciclopedia sa Bṛhat Saṃhitā din secolul 6 e.n. Încă din Evul Mediu, "Afgan" este folosit ca sinonim pentru Pashtun.
 Åland (provincie autonomă a Finlandei):
"Tărâmul [din] apă," de la rădăcina germană *ahw-, înrudită cu latinescul aqua. Numele finlandez Ahvenanmaa (Tărâmul bibanului) este parțial împrumutat, prin etimologia populară din limbile germanice.
 Albania: 
De la grecescul "Αλβανία" (Albania). "Alb" de la rădăcina proto-Indo-Europeană însemnând "alb" sau "munte", deoarece munții sunt adesea acoperiți cu zăpadă; comparativ cu Alpii.
- Albaneză: Shqipëria înseamnă (Tărâmul Vulturilor), sau Arbëri (poetic și arhaic)

 Algeria: 
Numele Algeria este derivat din numele orașului Alger (din franceză Alger și catalană Aldjère), de la cuvântul arab "الجزائر" (al-ǧazāʼir), însemnând insulele, referindu-se la cele patru insule care se aflau pe coasta orașului, ele devenind în 1525 parte din continent; "جزائر بني مَزغَنّاي" al-jazāʼir este prescurtarea de la vechiul nume jazāʼir banī mazġannāy, "insulele (tribului) Bani Mazghannāy", termen folosit de geografii evului mediu cum ar fi al-Idrisi și Yaqut al-Hamawi.
 Andorra: 
Etimologie necunoscută și contestată; dinainte de Roma antică, posibil de origine iberiană sau provenit din limba bască. Numele Andorra ar putea fi derivat din al-Darra (الدرا), termenul arab pentru pădure. Când maurii au invadat Spania, văile munților Pirinei erau împădurite, iar titlul Andorra poate avea legătură cu satele din alte părți ale Spaniei care fuseseră sub dominația maurilor.
 Angola:
De la Ngola, titlu folosit de monarhul Regatului Ndongo. Portughezii au numit zona în onoarea lui Ngola aliatul lor.
 Anguilla (teritoriul de peste mări al Regatului Unit):
De la cuvântul pentru "eel" în oricare din limbile romanice (Spaniolă: anguila; Franceză: anguille; Italiană: anguilla), datorită formei sale alungite. Circumstanțele descoperirii insulei de către europeni și botezarea ei sunt încă nesigure: Christopher Columbus (1493) sau exploratorii francezi (1564) sunt două posibilități.
 Antigua și Barbuda:
Christopher Columbus a numit-o Antigua în onoarea catedralei Santa María La Antigua ("Saint Mary cea Bătrână") din Sevilla, Spania, când a debarcat în 1493. "Barbuda" înseamnă "bărbos" în portugheză. Insulele și-au dobândit numele după apariția ficusului lor, ale cărui rădăcini seamănă cu niște bărbi. Alternativ, poate fi o referire la bărbile indigenilor.
 Antilele Olandeze: (teritoriu aparținând Olandei):
Termenul "Antile" vine de la un tărâm sau o insulă mitologică (Antillia), în partea de vest a Europei, sau o combinație între două cuvinte din portugheză ante sau anti (probabil însemnând "opus" în sensul "în partea opusă a lumii") și ilha ("insulă"), numele actual al acestor insule din Caraibe. "Olandeze" de la conducătorul coloniilor din acea vreme, Olanda.
 Argentina:
Din latinescul argentum, însemnând "argint", împrumutat din greaca veche ἀργήντος (argēntos), de la ἀργήεις (argēeis), "alb, stralucitor" și Αργεντινός (argentinos; "argintiu"). În albaneză Argjent înseamnă Argint "argint" .. În sanscrită अर्जुन arjuna, însemnând ....."cel care are farmecul argintului". Comercianții spanioli și portughezi foloseau regiunea Río de la Plata sau "Râul de Argint" să transporte argint și alte comori din Peru până la Atlantic. Teritoriul din jurul terminalelor de stații din aval a devenit cunoscut ca și La Argentina – "Tărâmul Argintului".
 Armenia:
De la vechiul cuvânt persan 𐎠𐎼𐎷𐎡𐎴 Armina (secolul 6 î.e.n.), grecescul Armenia (Ἀρμενία) (secolul 5 î.e.n). Etimologia ulterioară a numelui de origine persană este incert, dar poate avea o legătură cu cuvântul asirian Armânum, Armanî și/sau cuvântul Biblic Minni. Vechiul nume persan este un exonim.
- Armeană: Հայաստան Hayastan: Numele nativ din armeană al țării este Hayk’. Numele din Evul Mediu a fost extins la Hayastan, adăugând sufixul iranian -stan (tărâm). Numele este derivat de la Hayk (Հայկ), legendarul patriarh al armenilor și stră-stră-strănepotul lui Noe, care potrivit lui Moise din Chorene l-a învins pe regele babilonian Bel în anul 2492 î.e.n, și a stabilit o națiune în regiunea Ararat.

 Aruba (teritoriu aparținând Olandei):
Două sensuri posibile există. Una dintre povești relatează cum exploratorul spaniol Alonso de Ojeda a botezat insula în 1499 "Oro Hubo", implicând prezența aurului (oro hubo în spaniolă înseamnă "era aur"). O altă posibilă derivare citează cuvântul indian Arawak oibubai, care înseamnă "ghid".
 Australia:
Provenit de la termenul latin terra australis incognita — "tărâmul necunoscut din sud". Exploratorii europeni timpurii, sesizând că tărâmul australian depășea cu mult mărimea de pe hartă, i-au dat zonei un nume specific descrierii. Exploratorul Matthew Flinders (1774–1814), primul care a navigat în jurul coastei australiene, a folosit termenul "Australia" în publicația sa din 1814 A Voyage to Terra Australis (O călătorie către Terra Australis). Exploratorii olandezi precedenți se refereau la acest continent spunându-i Australisch sau "Hollandia Nova" (Noua Olanda)
 Austria
Prima folosire a termenului a fost în 1147. Latinizat din cuvântul german Österreich. Acest cuvânt a fost înregistrat ca Ostarrîchi în 996 iar apoi ca Osterrîche în 998. Tradus din latină marchia Orientalis (granițele de est) în dialectul local din timpul respectiv. Termenul marchia Orientalis a fost creat în 976 ca și prefectura estică a ducatului Bavariei.